# Claude Netter
Claude Netter (París, 23 de octubre de 1924-Neuilly-sur-Seine, 13 de junio de 2007) fue un deportista francés que compitió en esgrima, especialista en la modalidad de florete.
Participó en tres Juegos Olímpicos de Verano entre los años 1952 y 1960, obteniendo dos medallas, oro en Helsinki 1952 y plata en Melbourne 1956. Ganó siete medallas en el Campeonato Mundial de Esgrima entre los años 1950 y 1959.

## Palmarés internacional
| Juegos Olímpicos   | Juegos Olímpicos            | Juegos Olímpicos | Juegos Olímpicos    |
| Año                | Lugar                       | Medalla          | Prueba              |
| ------------------ | --------------------------- | ---------------- | ------------------- |
| 1952               | Helsinki (Finlandia)        | Medalla de oro   | Florete por equipos |
| 1956               | Melbourne (Australia)       | Medalla de plata | Florete por equipos |
| Campeonato Mundial |                             |                  |                     |
| Año                | Lugar                       | Medalla          | Prueba              |
| 1950               | Montecarlo (Mónaco)         | Medalla de plata | Florete por equipos |
| 1951               | Estocolmo (Suecia)          | Medalla de oro   | Florete por equipos |
| 1953               | Bruselas (Bélgica)          | Medalla de oro   | Florete por equipos |
| 1954               | Luxemburgo (Luxemburgo)     | Medalla de plata | Florete por equipos |
| 1957               | París (Francia)             | Medalla de plata | Florete por equipos |
| 1958               | Filadelfia (Estados Unidos) | Medalla de oro   | Florete por equipos |
| 1959               | Budapest (Hungría)          | Medalla de plata | Florete individual  |